# Tūpai
Tūpai oder Motu Iti ist ein Atoll im Archipel der Gesellschaftsinseln im Pazifischen Ozean und gehört zu Französisch-Polynesien. Es liegt etwa 17 Kilometer nordwestlich von Bora Bora sowie 460 km nordwestlich von Tahiti und wird zu den Inseln unter dem Winde („Îles sous-le-Vent“) der Gesellschaftsinseln gezählt. Verwaltungsmäßig gehört das Atoll zur Commune associée (Teilgemeinde) Nunue der Gemeinde Bora-Bora.

## Geographie
Zwei größere sowie vier kleinere Inseln umschließen die Lagune nahezu vollständig, die Landfläche beträgt dabei etwa 11 km². Die Gesamtfläche beträgt 38 km², und die Lagune ist bis zu 10 Meter tief. Im Osten liegen vier kleinere Inseln zwischen den beiden größeren Inseln, Hihopu (französisch îlot au nord) im Norden und Mahatape (französisch îlot au sud) im Süden. Von Nord nach Süd sind dies Hautumaire, Motu Nono, Nono Iti und Urareva. Auf der Hihopu gibt es einen Flugplatz (IATA-Flughafencode TPX, ICAO-Code NTTU), über den die Arbeiter von Bora-Bora zu den Kokospalm-Plantagen auf Tupai gebracht werden. Dieser Ort ist als Hihopu (wie die Hauptinsel) auf Karten verzeichnet. Das Atoll hat jedoch keine permanenten Bewohner. Früher gab es ein zweites Dorf im Osten der Hauptinsel, genannt Fareapaea. Es lag am Passe Teavamoa, der die Hauptinsel Hihopu von der kleineren Insel Hautumaire trennt.
Neuere Katasterdaten ergeben für die Landfläche eine etwas niedrigere Summe von 9,05 km² oder 9046995 m². Davon entfallen 6088330 m² auf die Hauptinsel Hihopu, 2620115 m² auf Mahatape, und 338550 m² auf die kleineren Inseln.
| terre               | Fläche m² | motu               | Lage |
| ------------------- | --------- | ------------------ | ---- |
| Motutou             | 470609    | Hihopu             | ⊙    |
| Teniupai            | 545485    | Hihopu             | ⊙    |
| Vaioma (Purunui)    | 508336    | Hihopu             | ⊙    |
| Hihopu              | 345957    | Hihopu             | ⊙    |
| Vaiteofai 1         | 396705    | Hihopu             | ⊙    |
| Rotopaapaa          | 302564    | Hihopu             | ⊙    |
| Vaitiapiti          | 350506    | Hihopu             | ⊙    |
| Puhatapairu         | 283279    | Hihopu             | ⊙    |
| Nunue               | 350506    | Hihopu             | ⊙    |
| Puhapatapairu       | 283279    | Hihopu             | ⊙    |
| Taanono             | 156750    | Hihopu             | ⊙    |
| Tehahuraro          | 122668    | Hihopu             | ⊙    |
| Palmarum            | 87181     | Hihopu             | ⊙    |
| Tehahunia           | 215027    | Hihopu             | ⊙    |
| Tearaairei          | 192994    | Hihopu             | ⊙    |
| Tefautea            | 784604    | Hihopu             | ⊙    |
| Pooponuiehara       | 281366    | Hihopu             | ⊙    |
| Tima                | 922558    | Hihopu             | ⊙    |
| Tupaiofai et Vaiapi | 42612     | Hihopu             | ⊙    |
| Farepaea            | 79129     | Hihopu             | ⊙    |
| Hautumaire          | 119634    | Hautumaire         | ⊙    |
| Motu Nono 2         | 19979     | Motu Nono/Nono Iti | ⊙    |
| Urareva             | 198937    | Urareva            | ⊙    |
| Muriroa             | 103944    | Mahatape           | ⊙    |
| Teniumoine          | 207692    | Mahatape           | ⊙    |
| Teurapai (Teruapai) | 318537    | Mahatape           | ⊙    |
| Mahatape            | 298693    | Mahatape           | ⊙    |
| Teroi               | 403045    | Mahatape           | ⊙    |
| Vaihere             | 349900    | Mahatape           | ⊙    |
| Ohiri               | 377522    | Mahatape           | ⊙    |
| Tehahuamanu         | 439377    | Mahatape           | ⊙    |
| Tahumatara          | 121405    | Mahatape           | ⊙    |
| Tupai (Atoll)       | 9046995   | 6 motus            | ⊙    |

## Geschichte
Tupai wurde 1769 von James Cook als erstem Europäer entdeckt.
Das Atoll gehörte bereits früher zu Bora-Bora. Nach Anlage der Kokosplantagen wurde der Südteil des Atolls den Menschen von Faanui zur Kopraernte zugeteilt, mit den Bootspassagen Passe Teavamoa, Passe Apooparai und Passe Tetapae im Osten. Der Westen wurde den Menschen von Vaitape zugeteilt.
Im Jahr 1860 überließ König Tapoa II von Bora-Bora dem von Nova Scotia eingereisten Plantagenbetreiber N. Stackett das Atoll, der dort zahlreiche Kokospalmen pflanzte. Jahrzehntelang arbeiteten einige Dutzend Menschen auf der Plantage und produzierten mit einer dampfmaschinenbetriebenen Ölmühle Kokosöl aus den Kopraerträgen der rund 155.000 Kokospalmen. 1997 kaufte die Territorialregierung das Atoll vom damaligen Eigentümer, dem Notar Marcel Lejeune aus Papeete, für 8 Millionen US$ zurück, um Ferienanlagen planen zu können. Rund 1000 traditionelle Landeigentümer machen Rechte am Eigentum des Atolls geltend.

## Historische Karten

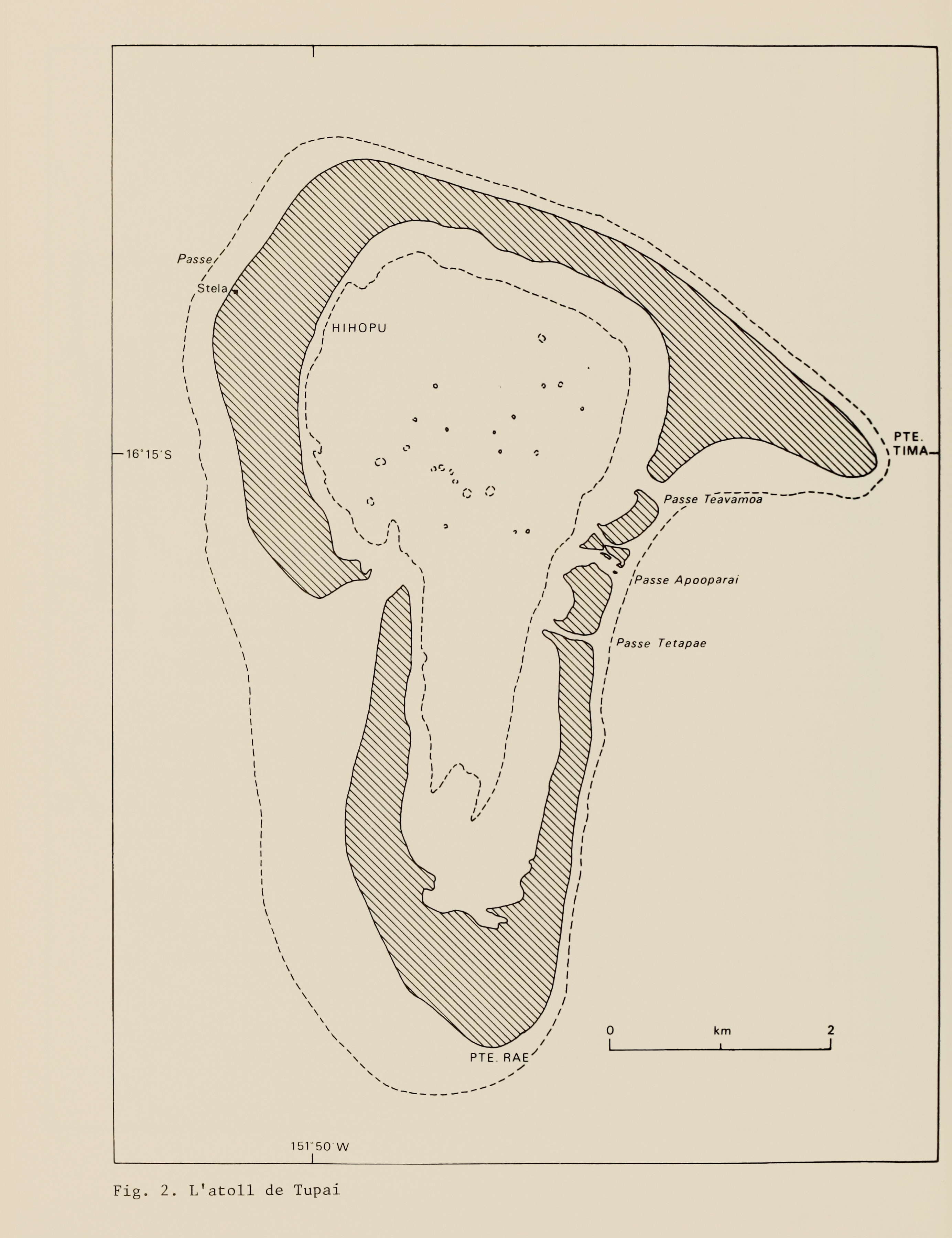
Karte des Atolls Tupai
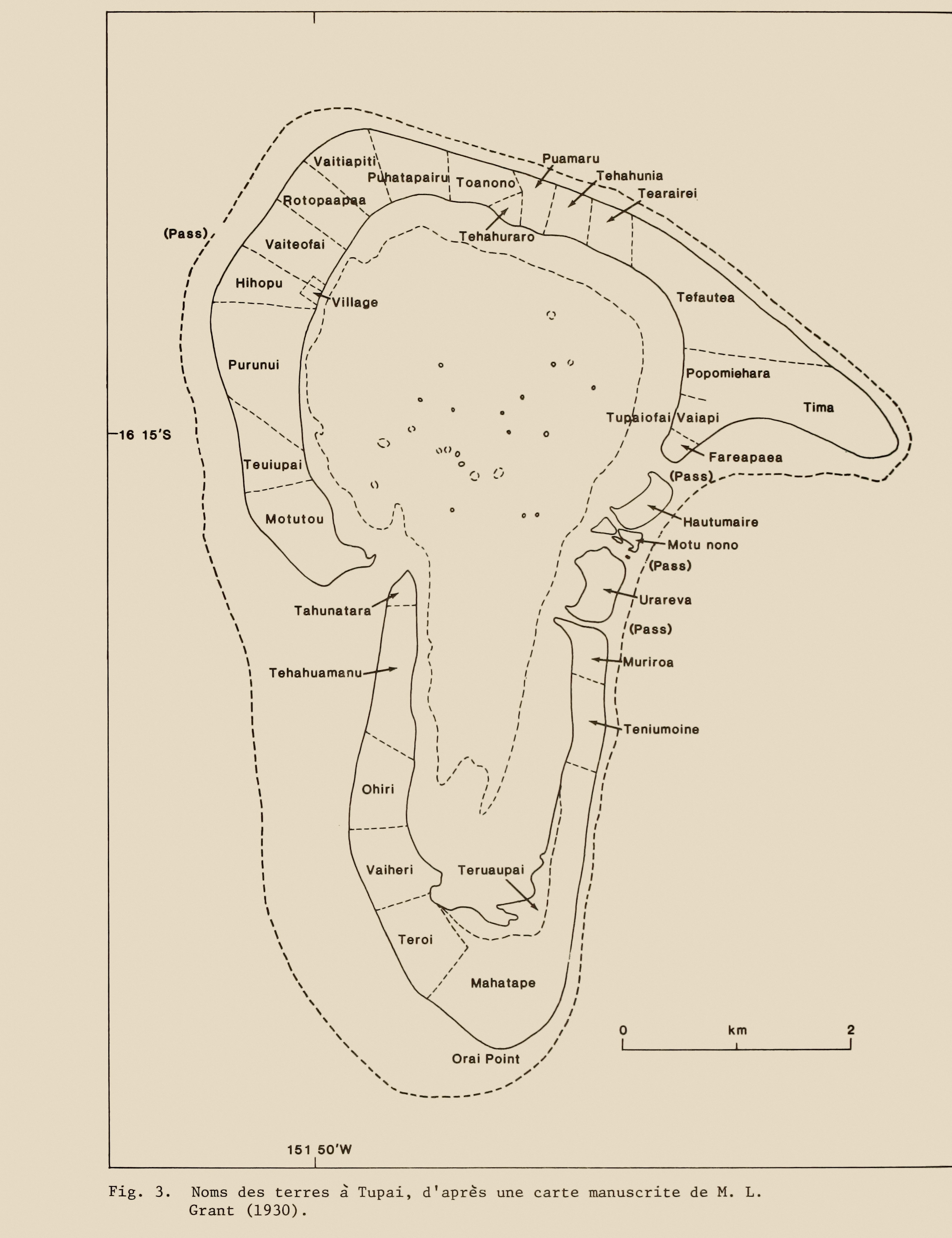
Traditionelle terres (Flur)-Gliederung